# ASEAN plus trois
Pour les articles homonymes, voir APT.
L'ASEAN plus trois (APT ; en anglais : ASEAN Plus Three) est une rencontre entre les pays de l'ASEAN ainsi que la Chine, le Japon et la Corée du Sud. Elle se tient durant les sommets de l'ASEAN.

## Histoire
Il prend ses origines dans la préparation du premier dialogue Asie-Europe (en anglais : Asia–Europe Meeting, ASEM). La première rencontre APT a lieu informellement en 1997 lors du sommet de Singapour, puis à tous les sommets de l'ASEAN afin d'établir des positions communes en vue de l'ASEM.
En mai 2000 à Chiang Mai, ils s'accordent pour lutter contre une nouvelle crise financière. En 2001, la Chine lance une initiative majeure destinée à établir une zone de libre-échange entre elle et l'ASEAN. Un accord cadre est signé en 2002 en vue d'établir la zone en 2010 pour l'ASEAN 6 et en 2015 pour l'ASEAN au complet. Des initiatives similaires ont été lancées en réponse par le Japon et la Corée du Sud. L'APT a également d'autres projets comme le développement de la région du bassin du Mékong, la formation dans les technologies environnementales, la promotion du tourisme. L'APT permet aux pays de l'ASEAN de se renforcer dans les négociations internationales notamment à l'OMC pour contrebalancer l'influence de l'Union européenne et de l'ALÉNA.